# Brats in Battalions
Brats in Battalions är det andra studioalbumet av det amerikanska punkrockbandet Adolescents, släppt i augusti 1987. Albumet spelades in sommaren 1986, och släpptes sex år efter deras debutalbum, Adolescents, på grund av att de hade tagit en paus 1981. Sedan debutalbumets släppts hade sångaren Anthony Brandenburg bytt sitt artistnamn från Tony Cadena till Tony Montana. Albumomslaget var Brandenburgs idé.
Gitarristen Steve Roberts, som spelade på bandets EP Welcome to Reality, ersattes av Alfie Agnew. Före detta medlemmarna Frank Agnew och Casey Royer, som hade spelat på gruppens debutalbum, spelade istället i bandet D.I., men Frank Agnew kom tillbaka efter att Alfie Agnew lämnade bandet några månader efter albumets släpp. Royer ersattes av Sandy Hanson. Brandenburg lämnade också bandet några månader efter släppet av Brats in Battalion.
Allmusic-kritikern Stewart Mason gav albumet 2,5 av 5 i betyg, och tyckte de bästa låtarna från albumet var "I Got a Right" och "House of the Rising Sun", som båda är covers.

## Låtlista
Sida ett
1. "Brats in Battalions" (Tony Montana, Rikk Agnew) - 2:33
2. "I Love You" (Montana, R. Agnew) - 4:14
3. "The Liar" - (Montana, Steve Soto) - 1:59
4. "Things Start Moving" (Montana, Frank Agnew, Steve Roberts) - 3:11
5. "Do the Freddy" (Montana, R. Agnew, F. Agnew, James Diliberti) - 0:57
6. "Losing Battle" (Montana, Soto, F. Agnew) - 1:36
7. "The House of the Rising Sun" (traditionell, anordnad av the Adolescents) - 4:08

Sida två
1. "Peasant Song" (Montana, R. Agnew, F. Agnew) - 2:42
2. "Skate Babylon" (Montana, Soto) - 2:50
3. "Welcome to Reality" (Montana, Soto, F. Agnew) - 2:02
4. "Marching with the Reich" (Montana, Soto) - 2:05
5. "I Got a Right" (The Stooges cover; Iggy Pop, James Williamson) - 2:46
6. "She Wolf" (Montana, Soto) - 4:14

## Musiker
- Tony Montana - sång
- Rikk Agnew - gitarr
- Alfie Agnew - gitarr
- Steve Soto - bas
- Sandy Hanson - trummor